# Roger Hawkins
Roger Hawkins (* 16. Oktober 1945 in Mishawaka, Indiana; † 20. Mai 2021 in Sheffield, Alabama) war ein US-amerikanischer Schlagzeuger.

## Karriere
Hawkins begann seine Karriere mit kleinen Auftritten in Clubs in Alabama und Tennessee. Schließlich erhielt er eine feste Anstellung als Studiomusiker in den FAME Studios, wo er unter anderem am Schlagzeug auf Aufnahmen von Wilson Pickett, Aretha Franklin und Etta James zu hören war, darunter den Nummer-eins-Hits When a Man Loves a Woman und Respect. Zusammen mit dem Gitarristen Jimmy Johnson, dem Bassisten David Hood und dem Keyboarder Barry Beckett bildete er die Muscle Shoals Rhythm Section. 1969 verließen die vier gemeinsam die FAME Studios und gründeten mit dem Muscle Shoals Sound Studio ihr eigenes Tonstudio, in dem in der Folge zahlreiche bekannte Künstler ihre Aufnahmen machten.
Nachdem das Studio in den frühen 1990er Jahren verkauft worden war, arbeitete Hawkins dort unter den neuen Eigentümern weiter.
Hawkins spielte auf über zwanzig Top-40-Hits der Billboard Hot 100 und wirkte an Alben von Künstlern wie Bob Seger, Paul Simon, Rod Stewart, Cat Stevens, Joe Cocker und Eric Clapton mit. Im Bereich des Jazz/R&B war er laut Tom Lord zwischen 1967 und 1990 an Aufnahmesessions mit Arthur Conley, Charlie Chalmers, Etta James, Arif Mardin, Herbie Mann, King Curtis, Laura Nyro und Dee Dee Bridgewater beteiligt. Der Rolling Stone führt Hawkins in seiner 2016 veröffentlichten Liste der 100 größten Schlagzeuger aller Zeiten auf Platz 31. Der Rhythm-and-Blues-Produzent Jerry Wexler nannte Hawkins den „großartigsten Schlagzeuger der Welt“. Hawkins litt unter COPD und starb am 20. Mai 2021 im Alter von 75 Jahren.

## Diskografie (Auszug)
- 1966: The Exciting Wilson Pickett – Wilson Pickett
- 1967: Aretha Arrives – Aretha Franklin
- 1968: Tell Mama – Etta James
- 1969: 3614 Jackson Highway – Cher
- 1969: Proud Mary – Solomon Burke
- 1971: Linda Ronstadt – Linda Ronstadt
- 1971: Lovejoy – Albert King
- 1972: Smokin’ O.P.’s – Bob Seger
- 1973: On the Road – Traffic
- 1973: There Goes Rhymin’ Simon – Paul Simon
- 1975: Atlantic Crossing – Rod Stewart
- 1975: Breakaway – Art Garfunkel
- 1976: Sailin’ – Kim Carnes
- 1977: Izitso – Cat Stevens
- 1978: Luxury You Can Afford – Joe Cocker
- 1979: Honest Lullaby – Joan Baez
- 1982: No Fun Aloud – Glenn Frey
- 1983: Money and Cigarettes – Eric Clapton